# Reattore nucleare BREST
Il  reattore nucleare BREST (in russo Быстрый реактор со свинцовым теплоносителем?, Bystryj reaktor so svincovym teplonositelem, Reattore veloce raffreddato a piombo) è la prima serie di reattori nucleari al piombo di filiera russa, ora in fase di dimostrazione, che si propone come successore della serie reattore nucleare BN.

## Requisiti
Nel 2000 la Minatom ha adottato e il governo federale russo approvato una strategia per lo sviluppo dell'energia nucleare fino alla metà del XXI secolo, che permetterà la sua crescita su vasta scala.
Nell'ambito dell'Advanced Nuclear Technologies Federal Program 2010-20 il dimostratore e primo di questa serie è il modello BREST300 il cui progetto da ultimare nel 2002 e verificare entro il 2010 è stato scelto per la 5ª unità della centrale nucleare di Belojarsk, mentre un contratto dell'oblast' di Tomsk con la Rosatom di fine settembre 2012 prevede l'inizio della costruzione di un altro alla Siberian Chemical Combine per il 2016 e l'entrata in funzione per il 2020. Nel contratto è stato specificato un costo di 25 miliardi di rubli (805 milioni di $), e la costruzione degli impianti di produzione del suo combustibile mononitruro misto uranio-plutonio al costo di 1,7  (54 milioni di $).

## Materiali strutturali
Impianti sperimentali a lega piombo-bismuto eutettico hanno gettato la base per la scelta dei materiali strutturali, che sono poi stati controllati con test preliminari anisotermi in piombo al massimo per 13500 ore a condizioni quasi operative di temperatura e velocità: massimo di 550 °C, salto di 150 °C, velocità fluido di 1,7 m/s. Viene sempre esclusa la tipologia dell'acciaio perlitico per via della eccessiva ossidazione in piombo, rimangono perciò come alternative generali l'acciaio ferritico-martensitico, l'acciaio inox austenitico, le leghe di Ni (tra cui rientra l'Inconel).

### Guaine delle barre combustibile
I meccanismi di cedimento simultanei sono rispettivamente l'irraggiamento neutronico, la corrosione da Pb su ambo i lati in condizioni di massime temperatura (quella macchia calda è di 642 °C) e velocità di trasporto, e la sollecitazione termomeccanica transitoria: le guaine sono i componenti strutturali che operano in assoluto alle condizioni più pesanti. In particolare nellì'intercapedine lato combustibile il Pb penetra per termodiffusione, mentre per sul lato esterno più per erosione ad alta temperatura.
L'acciaio ferritico-martensitico è la proposta principale, per via del bassissimo rigonfiamento da radiazione alle dosi operative (0.5% a 100dpa). In particolare col 9% di Cr l'acciaio toccherebbe il minimo dell'infragilimento da radiazione. Vengono preferiti però gli acciai come il Cr12MoVNbB data la maggiore esperienza nucleare e la già sperimentata fabbricazione di gauine per combustibile. Il rischio di infragilimento da metallo liquido in questo caso è limitato dalle maggiori temperature e dall'effetto limitante dell'ossidazione..Come svantaggio va citata la bassa resistenza meccanica alle temperature operative, che però si pensa di superare con basse pressioni (<2 MPa) nell'intercapedine lato combustibile dovute al basso rigonfiamento del combustibile nitruro e al basso rilascio di prodotti di fissione gassosi.
Gli austenitici e le leghe di Ni hanno deterioramento delle caratteristiche meccaniche sotto irraggiamento neutronico sufficientemente basso ai campi e le fluenze degli LWR attuali ma non sempre a quelli dei reattori veloci di quarta generazione. Viene allora ipotizzato il Cr16Ni15Mo3Ti, dalla minore suscettibilità a rigonfiamento. In presenza di Ni a queste condizioni di corrosione è essenziale garantire la passivazione da parte dell'ossido: in alcuni test per questo acciaio l'ossido era completamente saturato di Pb già a 7400h a 610 °C, pur senza penetrazione rilevabile nel metallo.

### Recipiente e pompa primaria
I meccanismi di cedimento simultanei sono rispettivamente la corrosione e l'infragilimento da Pb a bassa temperatura, e l'irraggiamento neutronico e gamma in misura minore. La saldabilità date le dimensioni del componente rimane d'altra parte un requisito basilare.
L'austenitico è qui favorito proprio perché non richiede trattamento termico post-saldatura: per ottimizzare le prestazioni termomeccaniche si favorisce una composizione con Ti, Nb, Mo, mentre per non avere incompatibilità chimica col Pb non bisogna superare l'11% in massa di Ni.
Questa soluzione prevede in particolare di impiegare l'austenitico Cr14Ni11NbMo, che a 420-550 °C è simile al Cr18Ni10Ti largamente impiegato in campo nucleare, che a fine vita (durata di 60y = 50000h, fluenza neutronica di 4x1023/m2) non ha dato segni di deterioramento delle proprietà meccaniche per radiazione né una interazione apprezzabile irraggiamento-corrosione, mentre si può solo prevedere per ora tramite estrapolazione uno spessore di ossido di circa 150 µm. Come alternativa dalle prestazioni meno spinte ma più economica e facile da produrre si propone l'austenitico Cr18Ni9, per cui non si cita però alcuna sperimentazione. Gli acciai martensitici sono esclusi data la sensibilità critica all'infragilimento da metallo liquido alle temperature vicine a quelle di fusione del metallo liquido.

### Generatore di vapore
I meccanismi di cedimento simultanei sono la sollecitazione termomeccanica ciclica e la corrosione a meccanismo diverso su ciascuna delle due interfacce della sezione di scambio termico (da Pb, e da acqua). Un fattore di efficienza è poi il rapporto fra conducibilità termica e resistenza meccanica che influenza la superficie di scambio e quindi l'economia.
L'acciaio ferritico-martensitico è la proposta principale, in particolare quello al 9% di Cr, che hanno velocità di corrosione in acqua 1.5 volte minore. Il rischio di infragilimento da metallo liquido in questo caso è limitato dalle maggiori temperature e dall'effetto limitante dell'ossidazione..
L'acciaio inox austenitico ha solitamente alle temperature di progetto bassa conducibilità termica, alta dilatazione termica e margine di durabilità a ciclo termico dimezzato rispetto al martensitico e alle leghe di Ni. Queste ultime non sono impiegabili a contatto col Pb per l'inaccettabile solubilità proprio del Ni. L'affinità alla corrosion cracking con acqua bifase obbliga all'impiego di acqua supercritica, che limita il problema ai cali di pressione durante transitori anomali. L'attrattiva è però sempre la facilità di saldatura, per cui viene comunque considerato il Cr16Ni15Mo3Ti (già ipotizzato per il nocciolo) fra le alternative..
Come terza opzione si possono impiegare tubi bimetallici per ottimizzare le prestazioni a corrosione a entrambe le interfacce: Cr14Ni11MoNb (già ipotizzato per il recipiente) lato Pb e lega Cr21Ni32Mo3Nb lato acqua: le leghe di Ni hanno maggiore rappoprto conducibilità/resistenza e sono impiegabili in questa soluzione poiché viene escluso il contatto col Pb. La difficoltà diventa la saldatura dei due strati, anche se si afferma che la soluzione è tecnologicamente praticabile.